# Hugo Charles Gustav van Lawick
Hugo Charles Gustav Baron van Lawick, nizozemski general, * 1882, † 1965.